# 邦邦島
邦邦島位于马来西亚沙巴州斗湖省仙本那县的東北方30公里處，約在蘇祿海西側，是一個小型珊瑚島。
本岛海岸線长2.3公里，周邊的珊瑚礁长4公里。西部的礁灘只有50-75公尺寬，而其周圍大多是相距幾百米寬的海島。岛屿地勢平坦，最高海拔小於2公尺。島上有白色的沙灘、珊瑚海灘，同時也是綠蠵龜與玳瑁的重要繁殖棲地。岛上沒有常態聚落，人為干擾與污染相對較少，是仙本那縣受歡迎的潛水景點之一。
岛上目前有一間设施齐全的高档渡假酒店，位于岛南部靠近码头的位置。該酒店最高級的房间座落于远离海岸线的礁滩上，為五座設計獨特的水屋，每座水屋擁有獨立的露台，遊客能從露台直接下海浮潜。邦邦岛最為著名的活動是觀賞海龜，周邊海域的海龜在當地严格的保护下數量穩定，因此游客在这里可以很容易的觀察到海龜。
在岛西部另有一間小型潜客旅店，提供低預算旅行的遊客住宿服務。

## 图片集

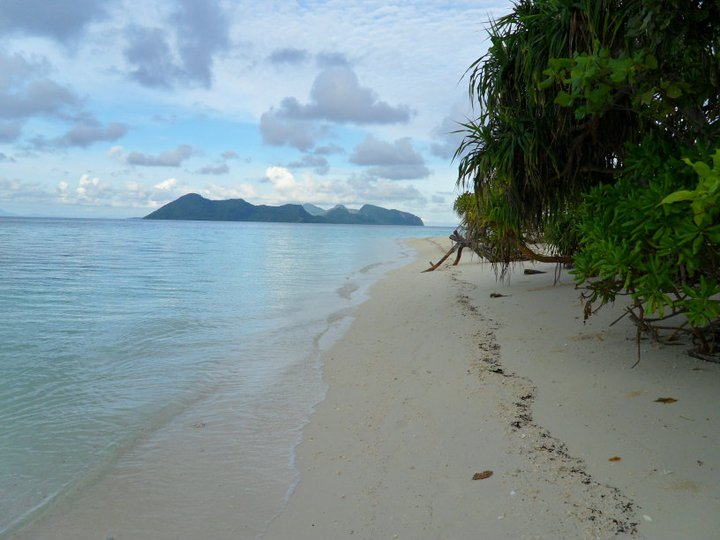
Pom Pom Island beach looking towards Tun Sakaran Marine Park

## 交通
- 船舶運輸：進入邦邦島的船又限制固定時間，最早的進島船為上午10點，最晚的離島船是下午一點半。

## 新聞事件
- 2013年11月15日邦邦島殺人綁架案[1]台灣籍男子許立民和女友張安薇11月15日前往邦邦島度假時，遭人殺害和綁架，許男當場中彈身亡，張女則被歹徒擄走，甚至一度下落不明[2]。

- 2013年12月20，中華民國駐馬來西亞代表處官員20日傳來消息，證實已接獲大馬軍警通知，確認人質張安薇安全救出[3]。

- 2013年12月21日，刑事局召開記者會說明營救張安薇過程，在會上張安薇哥哥親自感謝居中協助的友人余靖，而余靖是總統馬英九的外甥[4]。